# Toxicodendron diversilobum
Toxicodendron diversilobum ((Torr. & A.Gray) Greene, Syn.: Rhus diversiloba Torr. & A.Gray) ist eine Pflanzenart aus der Gattung Toxicodendron innerhalb der Familie der Sumachgewächse (Anacardiaceae). Englischsprachige Trivialnamen sind englisch Pacific poison oak, und Western poison oak. Sie ist im westlichen Nordamerika weitverbreitet. Sie besiedelt Nadel- und Laubmischwälder, Wald- und Graslandschaften sowie das Chaparral. Wie andere Arten der Gattung Toxicodendron verursacht diese Art bei vielen Menschen Juckreiz und allergene Ausschläge, nachdem sie Kontakt mit Pflanzenteilen hatten oder den bei der Verbrennung freigesetzten Rauch inhalierten.

## Beschreibung

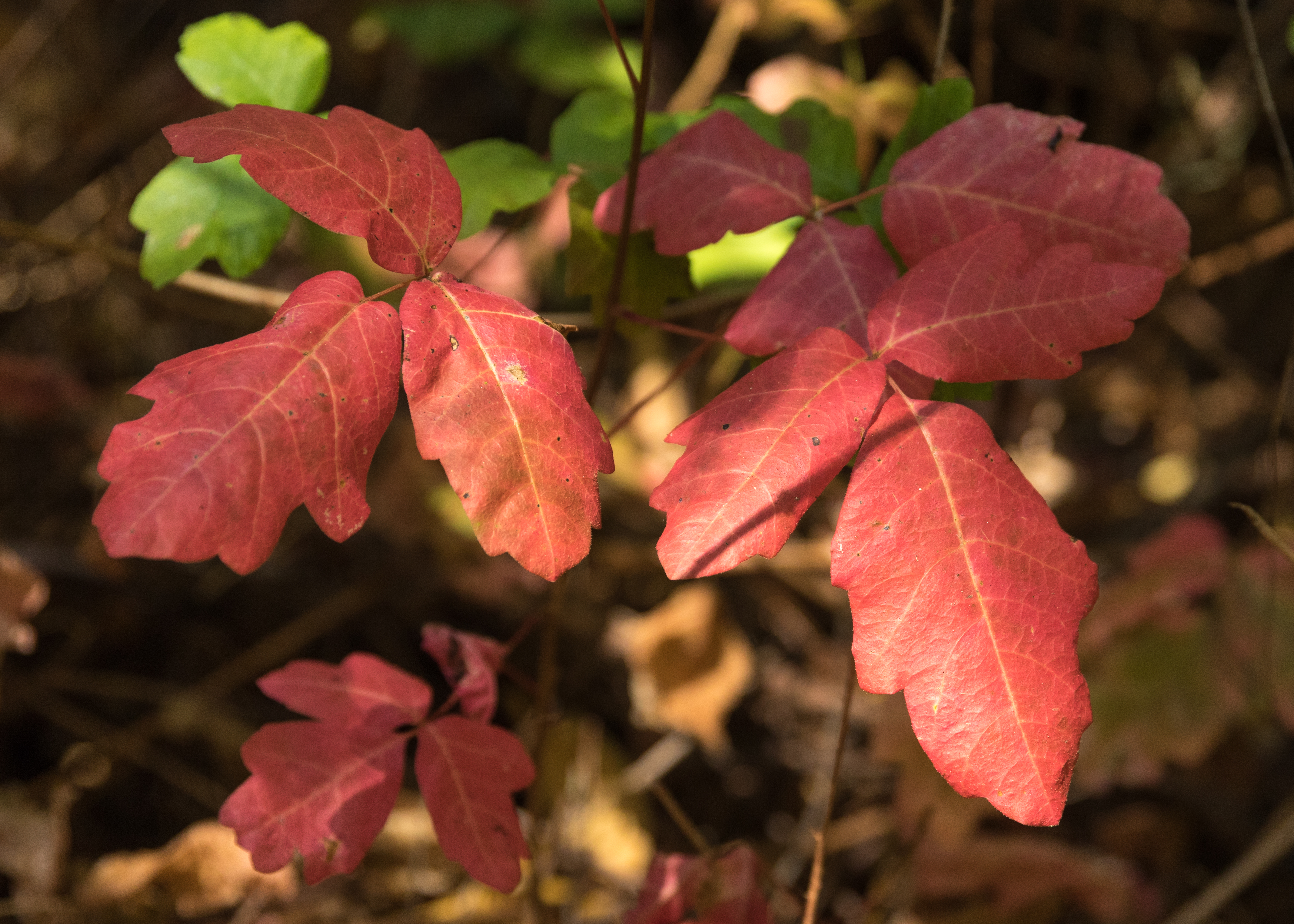
Laubblätter im Herbst; Samuel P. Taylor State Park (Kalifornien)

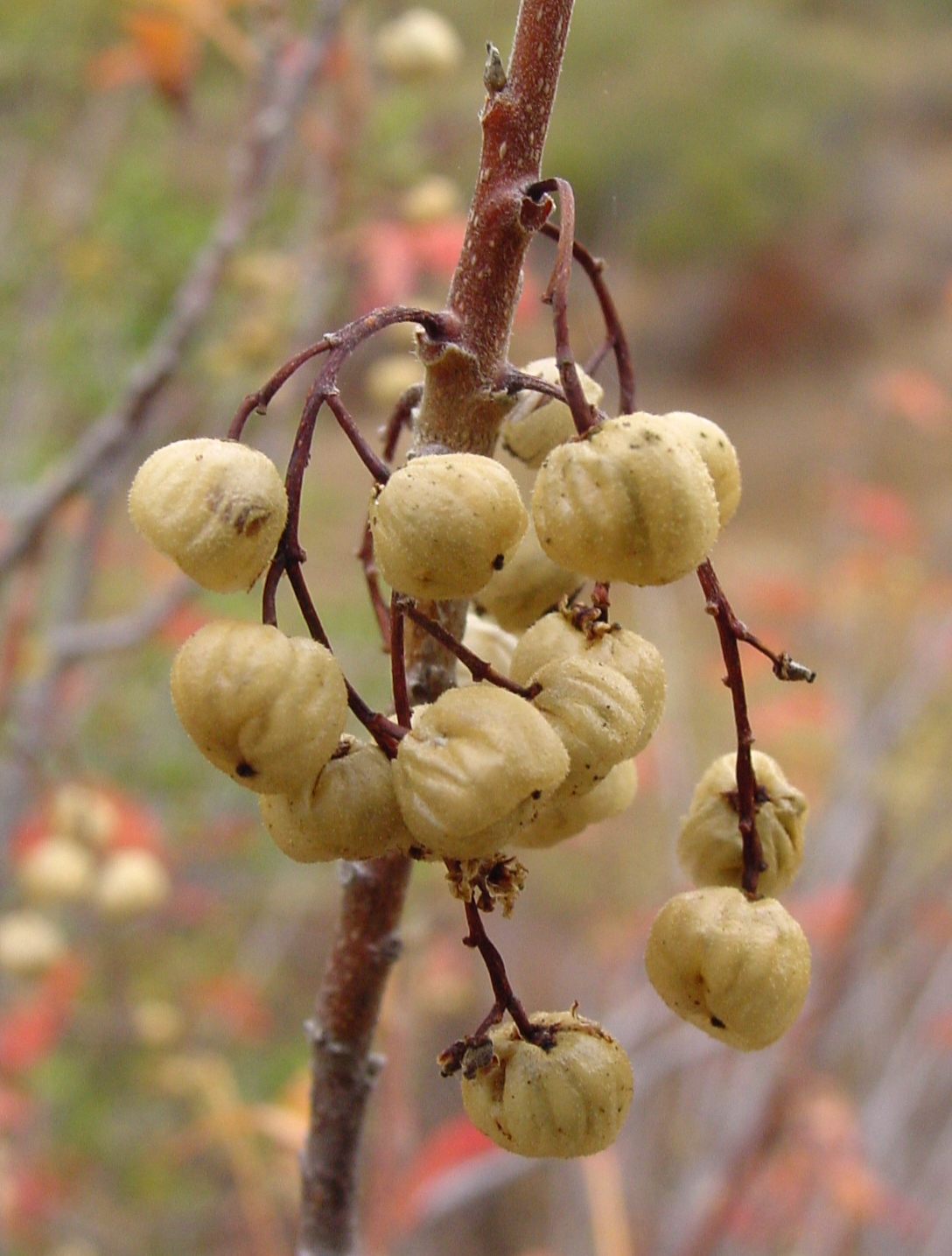
Früchte

### Vegetative Merkmale
Toxicodendron diversilobum ist hinsichtlich des Lebensraums und des Erscheinungsbildes der Laubblätter extrem variabel. In praller Sonne erscheint er als dichter, 0,5 bis 4 Meter hoher Strauch, während er im Schatten oder in dichten Gebüschen als baumartige oft verholzende Kletterpflanze 3 bis 10 Meter Höhe erreicht und dabei mehr als 30 Meter lang werden kann. Der Stamm hat dann 8 bis 20 Zentimeter Durchmesser. Er kann auch alle möglichen Zwischenformen ausbilden.
Toxicodendron diversilobum wirft im Winter ihre Laubblätter ab, so dass die Sprossachsen nach Einsetzen kalten Wetters blattlos sind. Nur hin und wieder sitzen Gruppen reifer Früchte an den Sprossen. Blattlose Sprosse können gelegentlich an hin und wieder auftretenden schwarzen Marken erkannt werden, die entstehen, wenn der Milchsaft austritt und trocknet.
Die langstieligen Laubblätter sind meist mit drei (bis fünf, selten sieben) ledrigen, fast kahlen Blättchen unpaarig gefiedert. Manchmal sind die Blätter auch fiederschnittig. Die Blättchen oder Blattlappen sind eiförmig bis verkehrt-eiförmig und 3,5 bis 12 Zentimeter lang, sie sind ganzrandig bis grob gezähnt oder oft rund- bis spitziggezähnt oder -gelappt bis -geteilt. Sie ähneln im Allgemeinen den gelappten Laubblättern einer echten Eiche, sind aber eher glatt bzw. glänzend. Beim Entfalten im Februar bis März sind die Laubblätter typisch bronzefarben, im Frühjahr hellgrün, im Sommer gelbgrün bis rötlich und von Ende Juli bis in den Oktober leuchtend rot oder rosa.

### Generative Merkmale
Die Blütezeit erfolgt im Frühjahr von März bis Juni. Toxicodendron diversilobum ist meist zweihäusig getrenntgeschlechtig (diözisch). In den achselständigen, kleineren rispigen Blütenstände sind die gestielten Blüten locker angeordnet. Die sehr kleinen, grün-weißen oder -gelblichen, und funktionell eingeschlechtigen Blüten sind radiärsymmetrisch und fünfzählig mit doppelter Blütenhülle. 
Die kleine, ledrige und kahle bis feinborstige, leicht rippige Steinfrucht ist bei Reife weiß-gelblich bis bräunlich.
Die Chromosomenzahl beträgt 2n = 30.

## Galerie

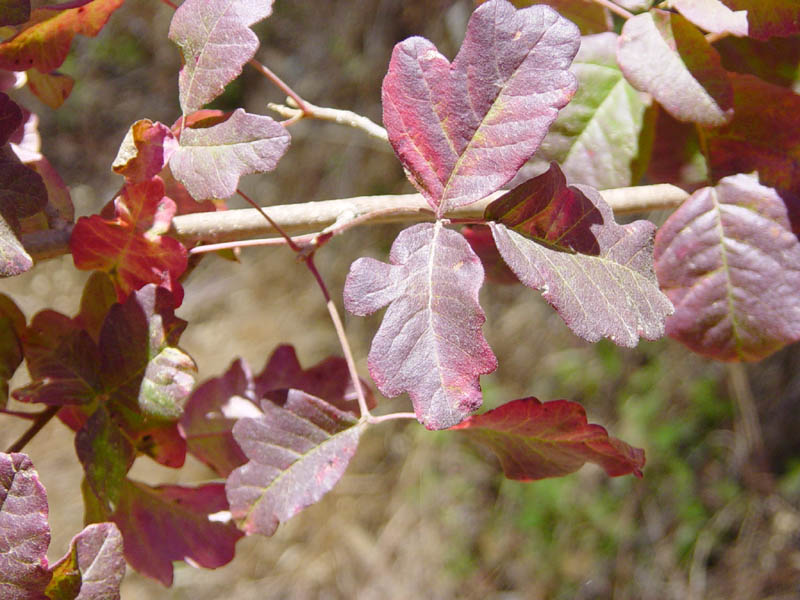
Rote Phase im Frühjahr
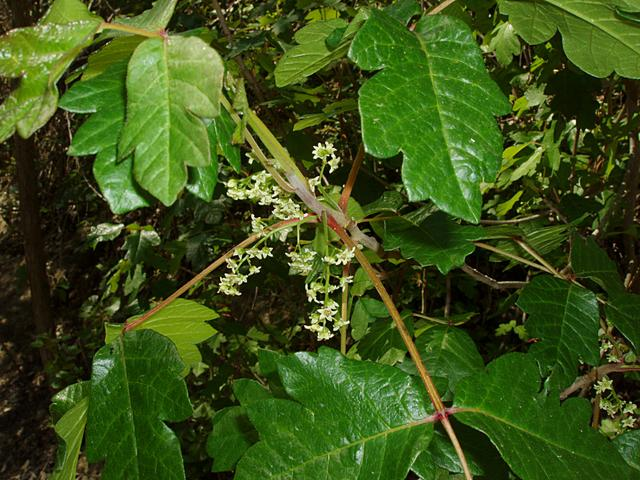
Grüne Phase, mit Blüten
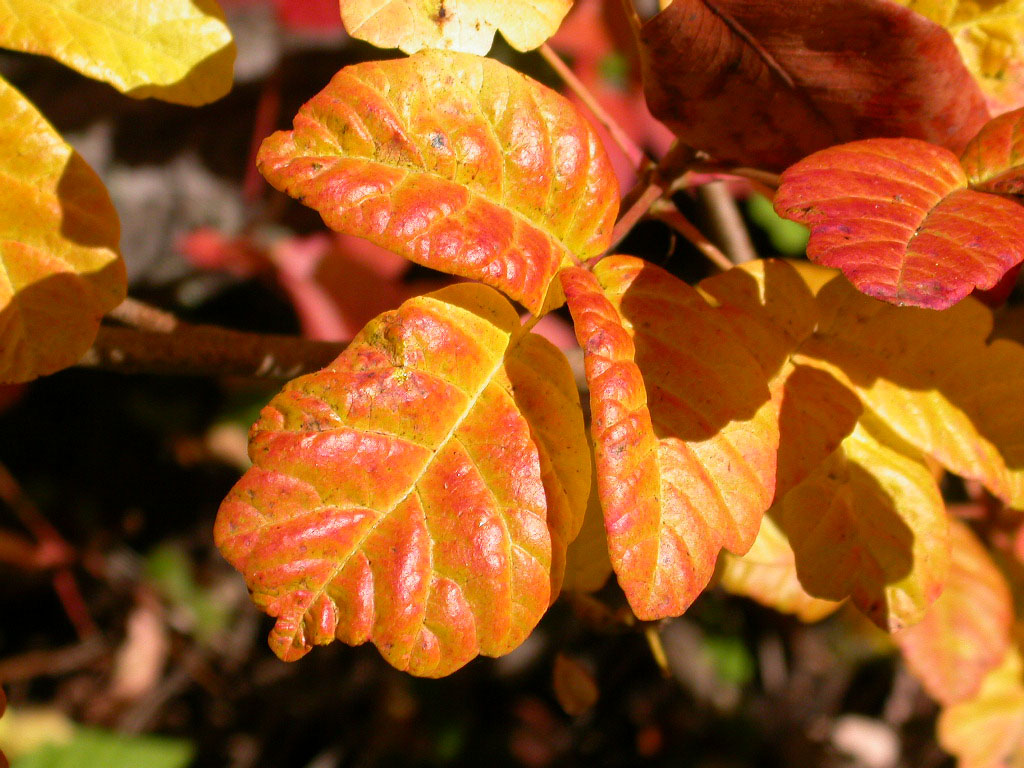
Farbwechsel-Phase im Sommer/Herbst
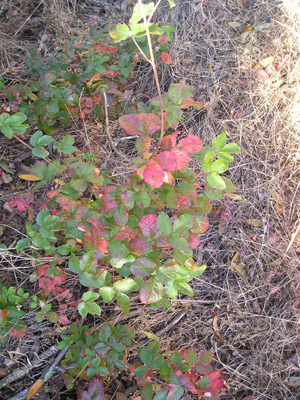
Strauch-Form
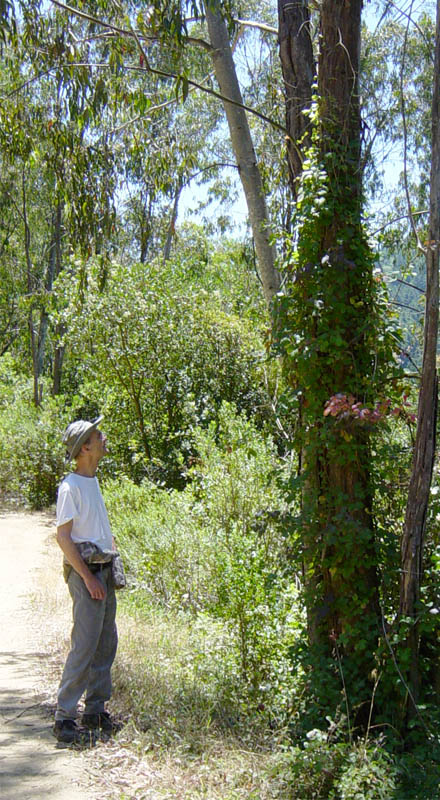
Kletterform

## Zitate
Der Botaniker John Howell stellte fest, dass die Toxizität von Toxicodendron diversilobum seinen Wert überdecke:
„In spring, the ivory flowers bloom on the sunny hill or in sheltered glade, in summer its fine green leaves contrast refreshingly with dried and tawny grassland, in autumn its colors flame more brilliantly than in any other native, but one great fault, its poisonous juice, nullifies its every other virtue and renders this beautiful shrub the most disparaged of all within our region.“
„Im Frühjahr blühen die elfenbeinfarbenen Blüten auf dem sonnigen Hügel oder auf geschützten Lichtungen, im Sommer kontrastieren die zarten grünen Blätter erfrischend mit dem trockenen, gelbbraunen Grasland, im Herbst flammen die Farben brillanter als bei irgendeinem anderen heimischen Gewächs, nur ein großer Mangel, sein giftiger Saft, macht jeden anderen Wert zunichte und diesen wunderschönen Strauch zum Paria in unserer Gegend.“

## Ökologie
Toxicodendron diversilobum pflanzt sich über Rhizome und Samen fort.
Schwarzwedelhirsche, Maultierhirsche, Kalifornische Ziesel, Westliche Grauhörnchen und andere heimische Tiere fressen die Blätter der Pflanze, die reich an Phosphor, Kalzium und Schwefel ist. Vögel fressen die Beeren und nutzen die gesamte Pflanze als Schutz. Weder die heimischen Tiere noch Pferde, Rinder oder Hauskaninchen zeigen Reaktionen auf die Urushiole.
Wegen der beim Menschen ausgelösten allergischen Reaktionen wird Toxicodendron diversilobum normalerweise aus Gärten und öffentlichen Grünanlagen entfernt. Auf landwirtschaftlichen Flächen, in Obst- und Weingärten kann die Art zum Unkraut werden. Das Entfernen geschieht gewöhnlich durch Ausästen, Herbizide, Ausgraben oder Kombinationen dieser Maßnahmen.:506

### Giftigkeit
Die Blätter und Zweige von Toxicodendron diversilobum verfügen über ein Oberflächen-Öl (ein Urushiol), das eine allergische Reaktion hervorruft. Es verursacht bei vier Fünfteln aller Menschen eine Kontakt-Dermatitis – eine durch das Immunsystem vermittelte Hautreizung. Die meisten (wenn nicht alle) werden jedoch mit der Zeit für das Urushiol sensibilisiert, wenn sie dem Gift wiederholt oder konzentriert ausgesetzt sind.
Die aktiven Komponenten des Urushiols wurden als ungesättigte Derivate von 3-Heptadecylcatechol mit bis zu drei Doppelbindungen in einer unverzweigten C17-Seitenkette identifiziert. Innerhalb der Giftsumache sind diese Komponenten durch eine Ethylengruppe (–CH2–CH2–) in einer unverzweigten Alkyl-Seitenkette einzigartig.

#### Reaktionen

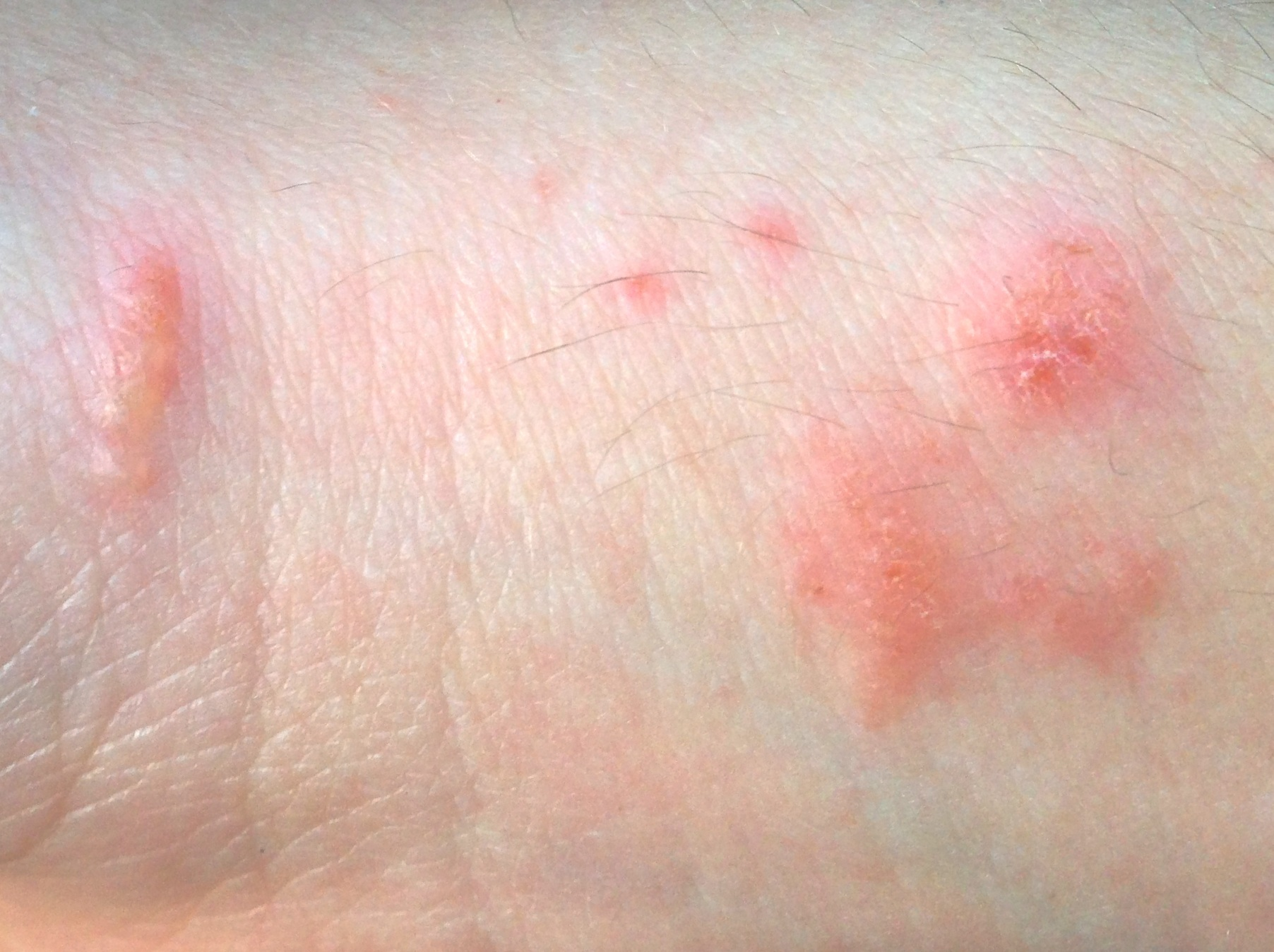
Urushiol-induzierte Kontakt-Dermatitis, hervorgerufen durch Toxicodendron diversilobum

Der direkte Hauptkontakt mit Toxicodendron diversilobum verursacht zunächst einen Juckreiz; dies weitet sich zu einer Dermatitis mit Hautreizung, farblosen Beulen, heftigem Jucken und Bläschenbildung aus. In Ruhezeiten ohne Laub kann die Pflanze nur schwer identifiziert werden, der Kontakt mit den blattlosen Ästen und Zweigen kann jedoch ebenso allergische Reaktionen hervorrufen.
Urushiole verdunsten bei Hitze. Der menschliche Kontakt mit dem bei Waldbränden, kontrollierten Bränden und „Entsorgungs“-Bränden entstehenden Rauch ist extrem gefährlich. Der Rauch kann Menschen mit vermeintlicher Immunität töten. Für das Rösten von Lebensmitteln mit Hilfe der Äste entfachte Feuer können innere und äußere Reaktionen auslösen.
Urushiole finden sich auch in der Haut von Mangos und stellen für Menschen, die bereits auf T. diversilobum sensibel reagieren, eine Gefahr dar, wenn sie die Früchte essen, während das Gift noch in der Schale ist.

## Vorkommen
Toxicodendron diversilobum ist über Kalifornien (Los Angeles wurde am Ort eines Dorfes mit dem Namen Yangna oder iyaanga' errichtet, was „Gift-Eichen-Platz“ bedeutet), die Halbinsel Niederkalifornien, Nevada, Oregon, Washington und British Columbia verbreitet. Der verwandte T. pubescens (Eichenblättriger Giftsumach, englisch eastern poison oak) ist in den südöstlichen Vereinigten Staaten beheimatet. Toxicodendron diversilobum und Toxicodendron rydbergii (englisch western poison ivy) hybridisieren im Gebiet der Columbia River Gorge.
Toxicodendron diversilobum ist in verschiedenen Lebensräumen von frischen Auwäldern bis zum trockenen Chaparral verbreitet. Er gedeiht unter schattigen, halbschattigen und sonnigen Bedingungen in Höhenlagen unter 5.000 ft (ca. 1.500 m). Die Kletterform kann große Sträucher und Bäume bis in die Kronen erklimmen. Gelegentlich wird die Klettergrundlage durch Ersticken oder Bruch getötet. Toxicodendron diversilobum ist häufig im kalifornischen Chaparral und Waldland, den Strauchsteppen an der Küste, Graslandschaften und kalifornischen Eichenwäldern verbreitet, außerdem in Wäldern mit Douglasien (Pseudotsuga menzesii), Hemlocktannen und Sitka-Fichten, Küsten-Mammutbaum (Sequoia sempervirens), Gelb-Kiefern (Pinus ponderosa) sowie in kalifornischen immergrünen Mischwäldern.

## Taxonomie
Die Erstbeschreibung erfolgte 1838 unter den Namen (Basionym) Rhus diversiloba durch John Torrey und Asa Gray in Flora of North America, Band 1, Teil 2, Seite 218 erstbeschrieben. Die Neukombination zu Toxicodendron diversilobum (Torr. & A.Gray) Greene wurde 1905 durch Edward Lee Greene in Leaflets of Botanical Observation and Criticism, Band 1, Seite 119 veröffentlicht. Ein weiteres Synonym für Toxicodendron diversilobum (Torr. & A.Gray) Greene ist Rhus lobata Hook.

## Nutzung

### Medizin
Die kalifornischen Indianer nutzten die Sprossachsen der Pflanzen zum Korbflechten, den Pflanzensaft zur Behandlung von Dermatophytose und die frischen Blätter als Arzneipflaster bei Klapperschlangen-Bissen. Ein Saft oder Sud wurde als schwarzes Färbemittel für Seggen-Körbe, Tattoos und flächige Hautfärbungen verwendet.
Ein im Frühjahr zubereiteter Aufguss aus getrockneten Wurzeln oder Knospen wurde von einigen Stämmen getrunken, um gegen die Pflanzengifte „immun“ zu werden.
Die Chumash-Stämme nutzten den Saft von Toxicodendron diversilobum, um Warzen, Hühneraugen und Schwielen zu entfernen, Geschwüre zu kauterisieren und Blutungen zu stoppen. Sie tranken einen Absud aus den Wurzeln gegen Dysenterie.

### Anbau
Toxicodendron diversilobum kann ein vorsichtig platzierter Bestandteil von Naturgärten und im Landschaftsbau sein.
Toxicodendron diversilobum wird in Renaturierungsprojekten eingesetzt. Sie kann ein frühes Sukzessions-Stadium für Waldgebiete darstellen, wo diese abgebrannt sind oder entfernt wurden. In diesem Fall dient sie als Schutzpflanzung, bevor sich weitere Arten ansiedeln.